# Greyacris
Greyacris is een geslacht van rechtvleugeligen uit de familie Pyrgomorphidae. De wetenschappelijke naam van dit geslacht is voor het eerst geldig gepubliceerd in 1953 door Rehn.

## Soorten
Het geslacht Greyacris omvat de volgende soorten:
- Greyacris picta Sjöstedt, 1921
- Greyacris profundesulcata Carl, 1916